# ايمانويل أرسينو
ايمانويل أرسينو (بالإنجليزية: Emmanuel Arceneaux)‏ هو لاعب كرة قدم أمريكية ولاعب كرة قدم كندية أمريكي، ولد في 17 سبتمبر 1987 في الإسكندرية في الولايات المتحدة.

## وصلات خارجية
- ايمانويل أرسينو على موقع مرجع كرة القدم المحترفة.كوم (الإنجليزية)